# Fortuna, Maranhão
Fortuna  este un oraș în unitatea federativă Maranhão (MA), Brazilia.